# TV1 (Malaisie)
Pour les articles homonymes, voir TV1.
TV1 est une chaîne de télévision malaisienne publique détenue et exploitée par Radio Televisyen Malaysia. Lancée le 28 décembre 1963, TV1 est la première et la plus ancienne chaîne de télévision en Malaisie. TV1 diffuse, depuis le 21 août 2012, 24 heures de programmes journalières. 
Entre 1972 et 1994, TV1 partage son temps d'antenne avec celui de TV Pendidikan (en) (télévision d'éducation) dans la journée en semaine, puis changé après l'introduction de jour de TV1 en 1994. TV2 partage alors le temps d'antenne avec celui de TV Pendidikan jusqu'en 1999. TV1 est disponible sur les chaînes 5 VHF et 46 UHF à Kuala Lumpur, mais seul le signal UHF est émise dans les banlieues.

## Histoire

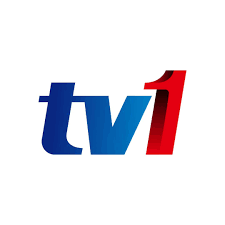

TV1 est initialement lancée sous le nom de TV Malaysia le 28 décembre 1963. Singapour possédait déjà sa chaîne de télévision propre dix mois auparavant. Elle faisait partie de la télévision malaisienne et était une chaîne sœur de à TV1. Les deux réseaux séparés après Singapour a quitté la  fédération deux ans plus tard. TV1 commence sa diffusion en couleur en 1978 en Malaisie péninsulaire et en 1980 à Sabah et Sarawak. Le 1er février 1990, la chaîne est renommée TV1. Elle est renommée par la suite RTM1 en 2006, puis redevient TV1 en 2009. Le slogan Saluran Informasi (« la chaîne de l'information ») est lancé en 2009, puis changé le 1er février 2013, en Mewarnaimu (« votre coloration ») dans le cadre de la refonte de TV1 dans leur image de marque.

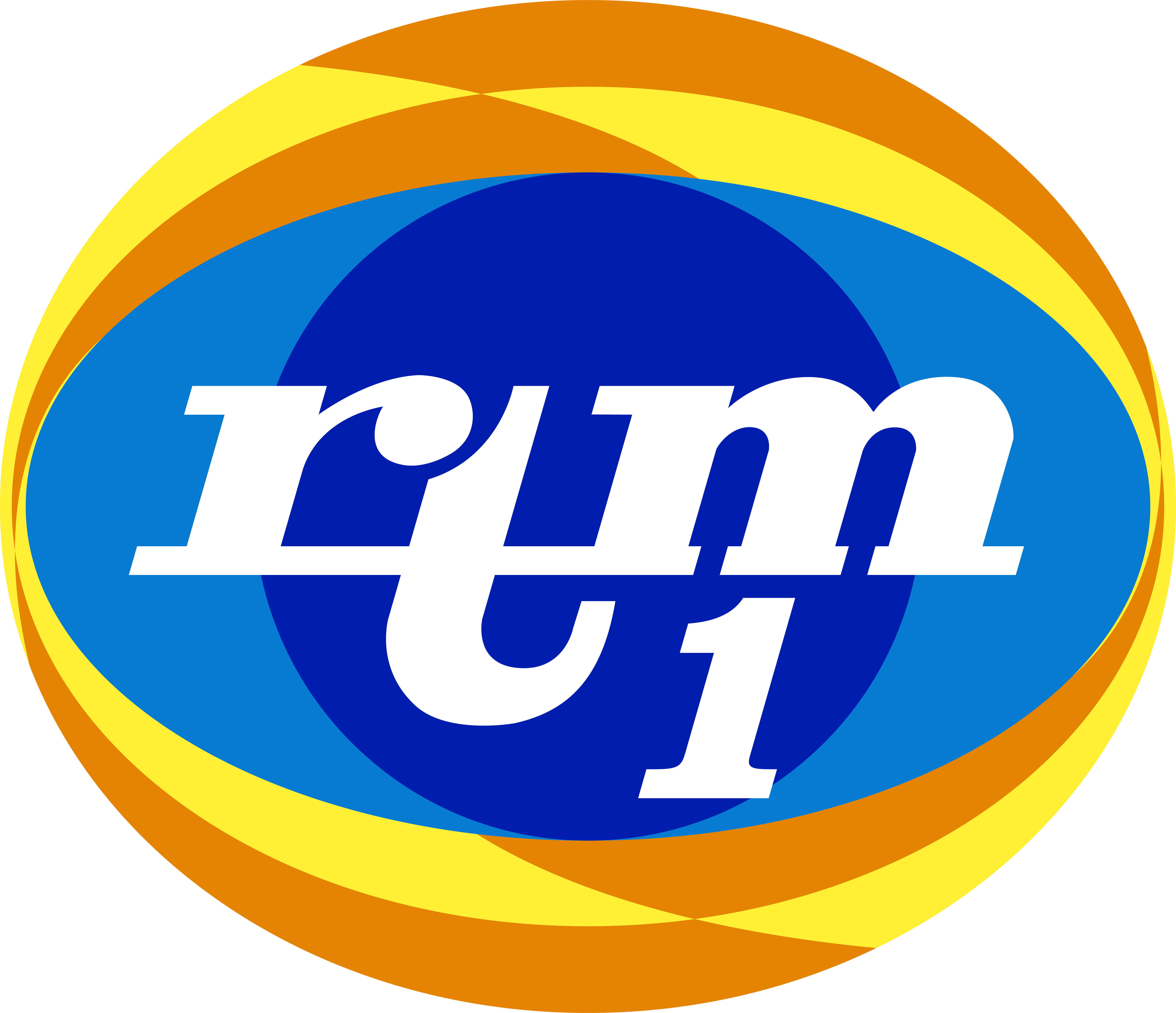
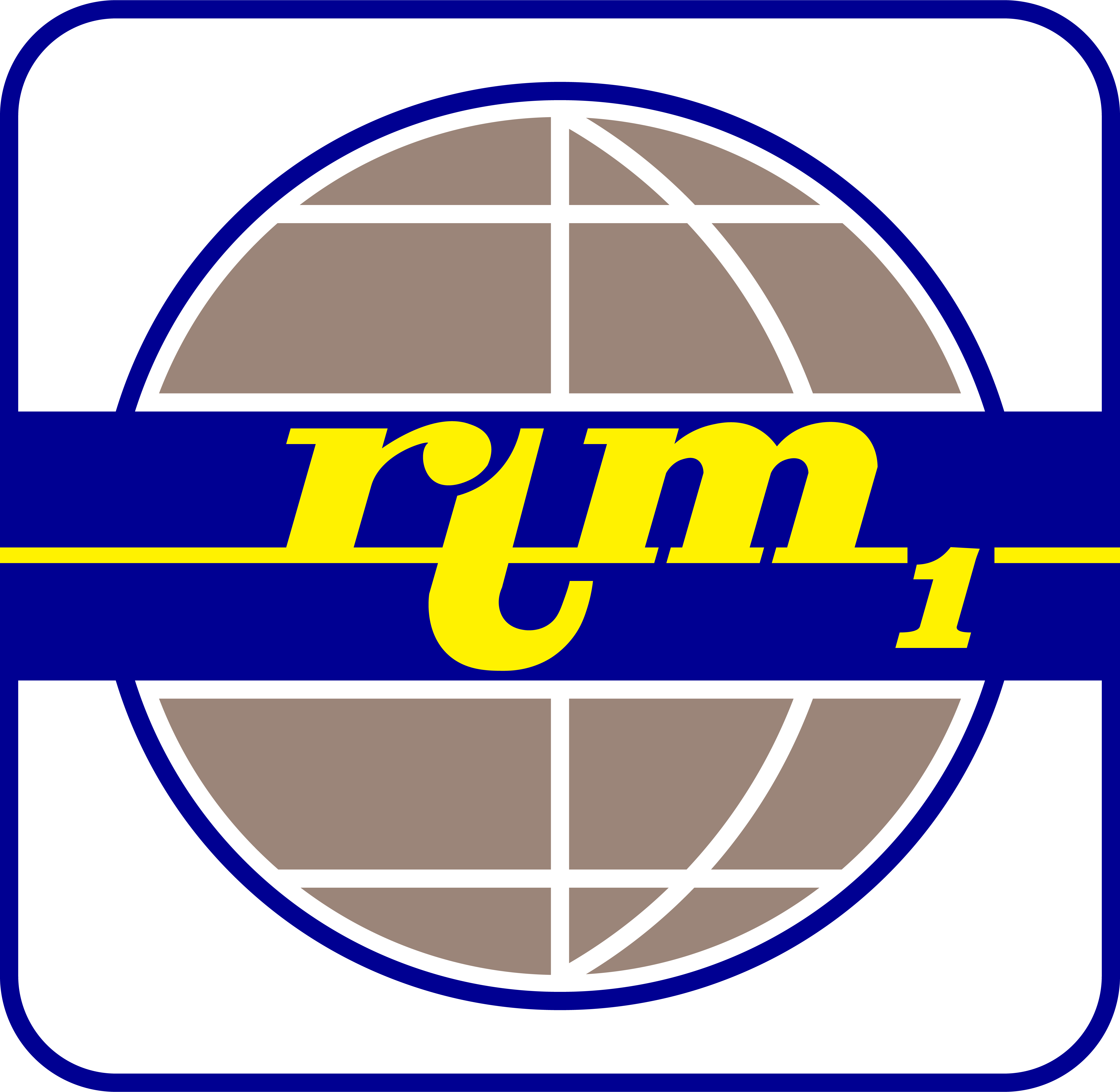
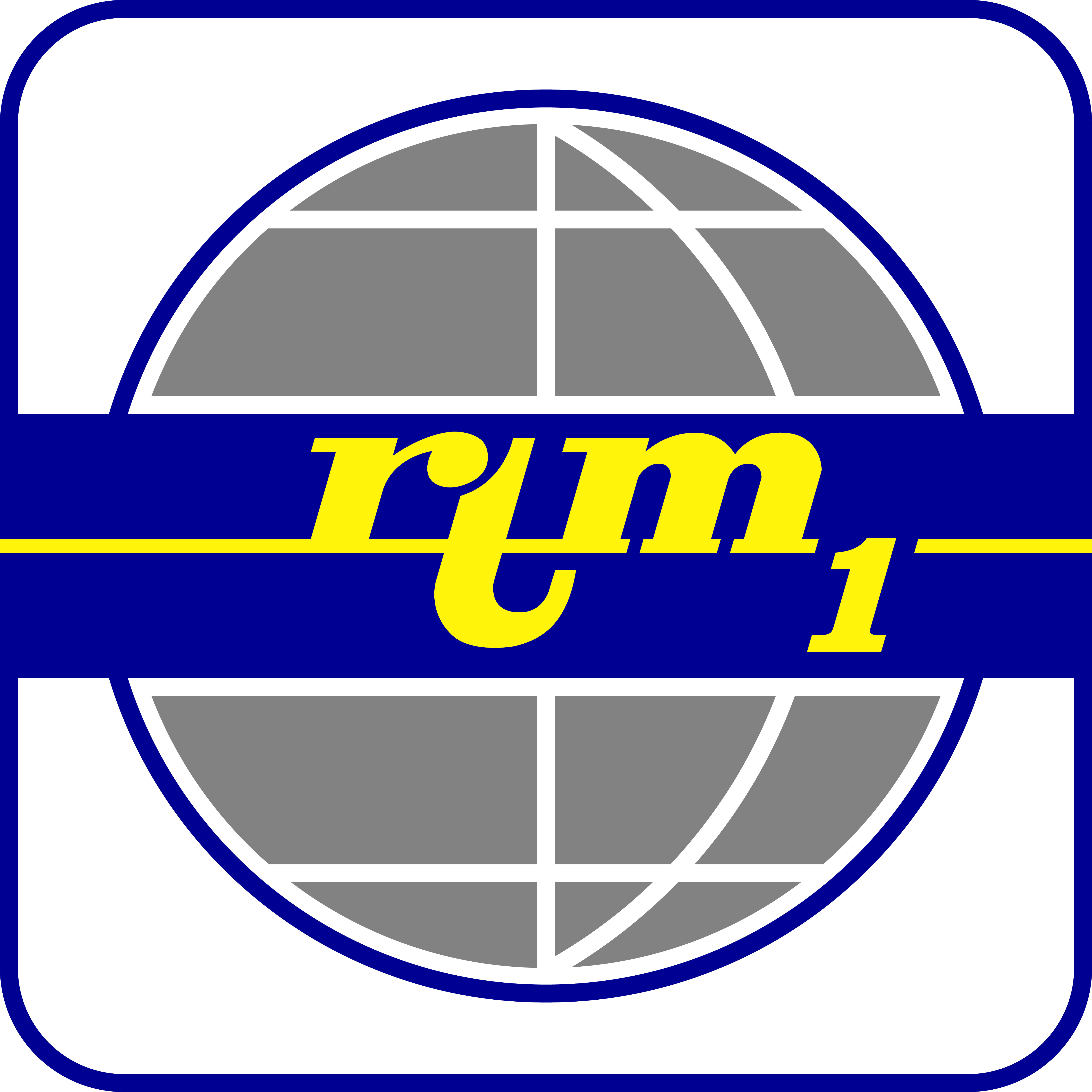
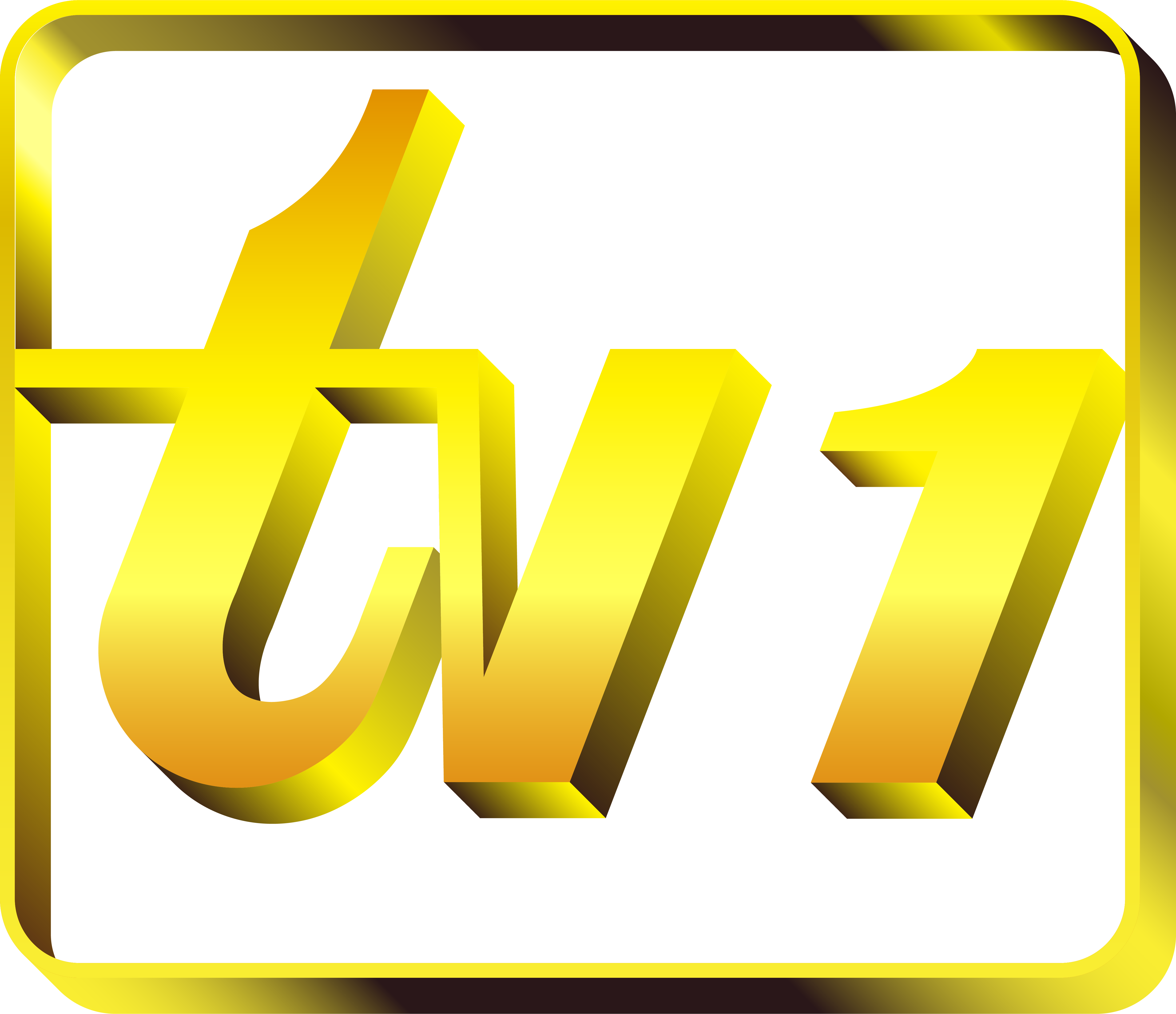
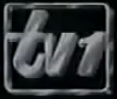
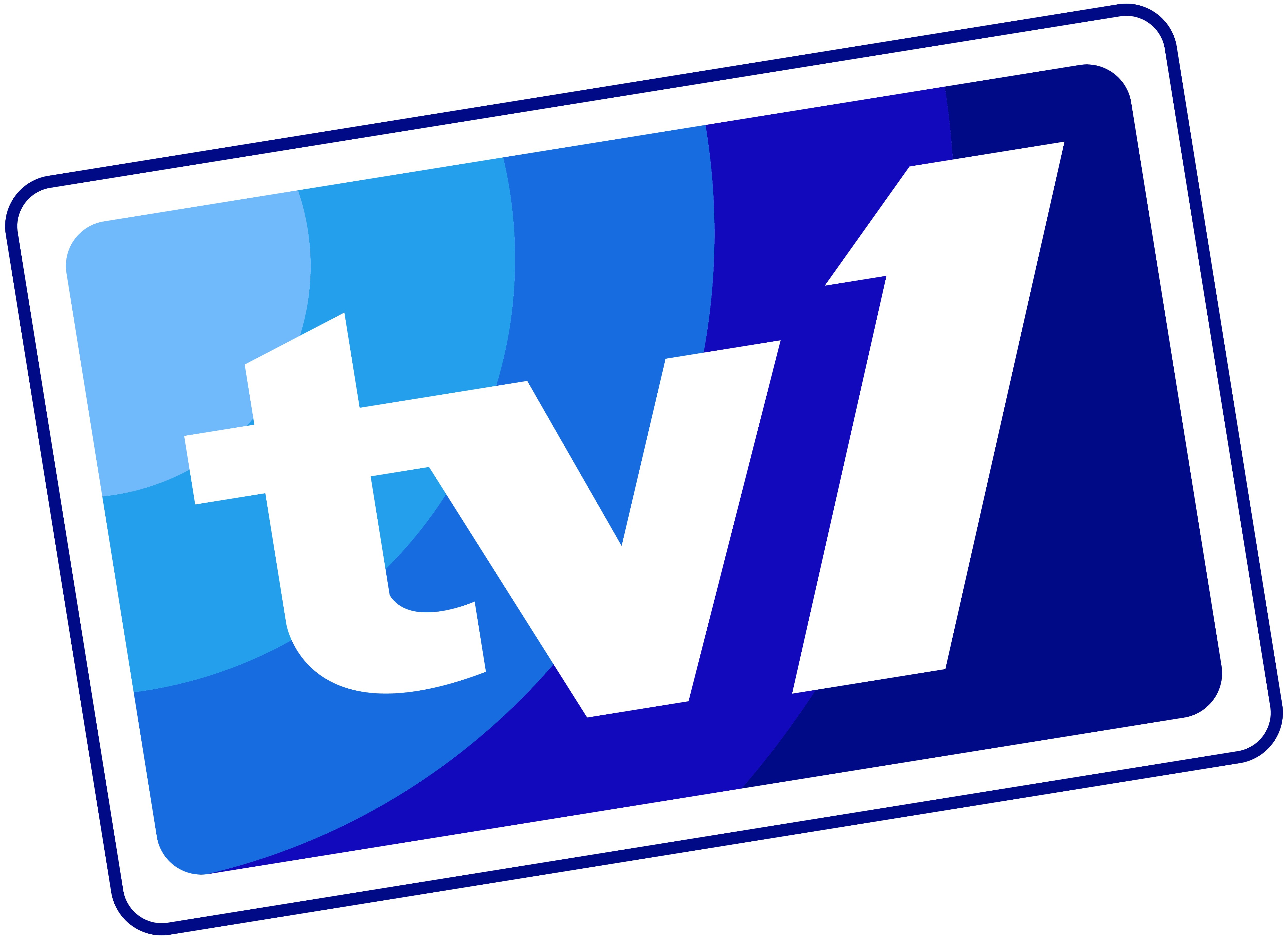
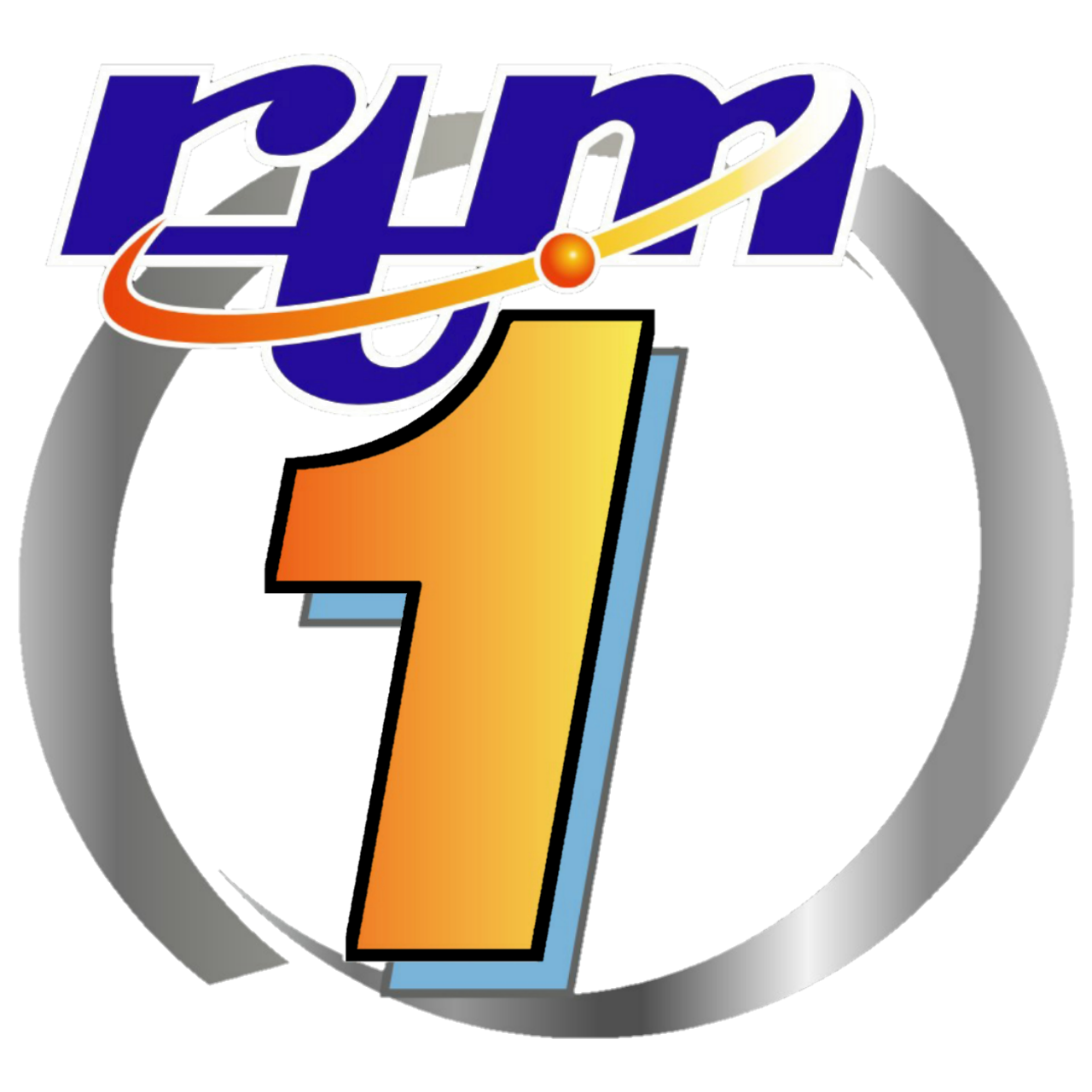
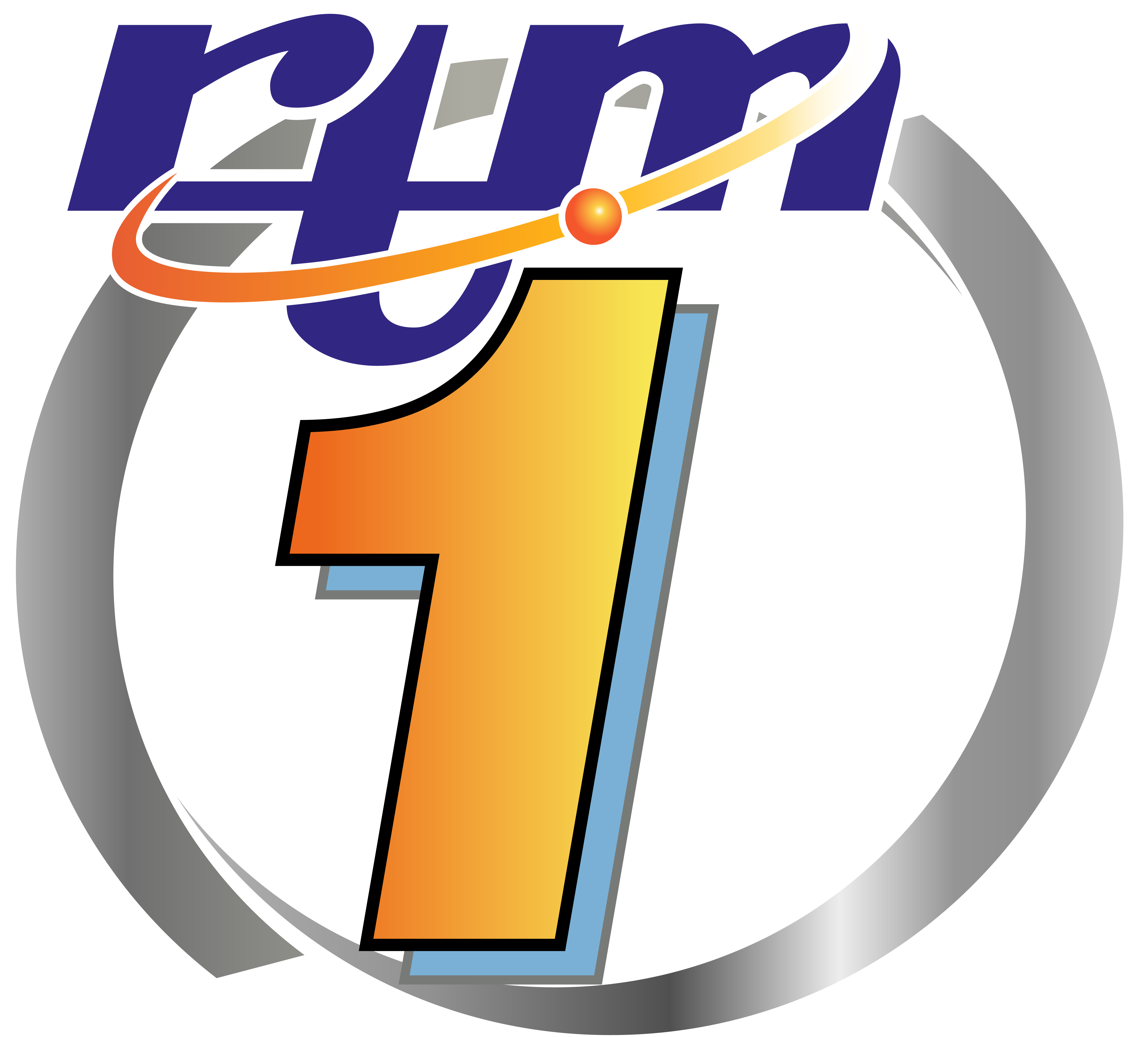
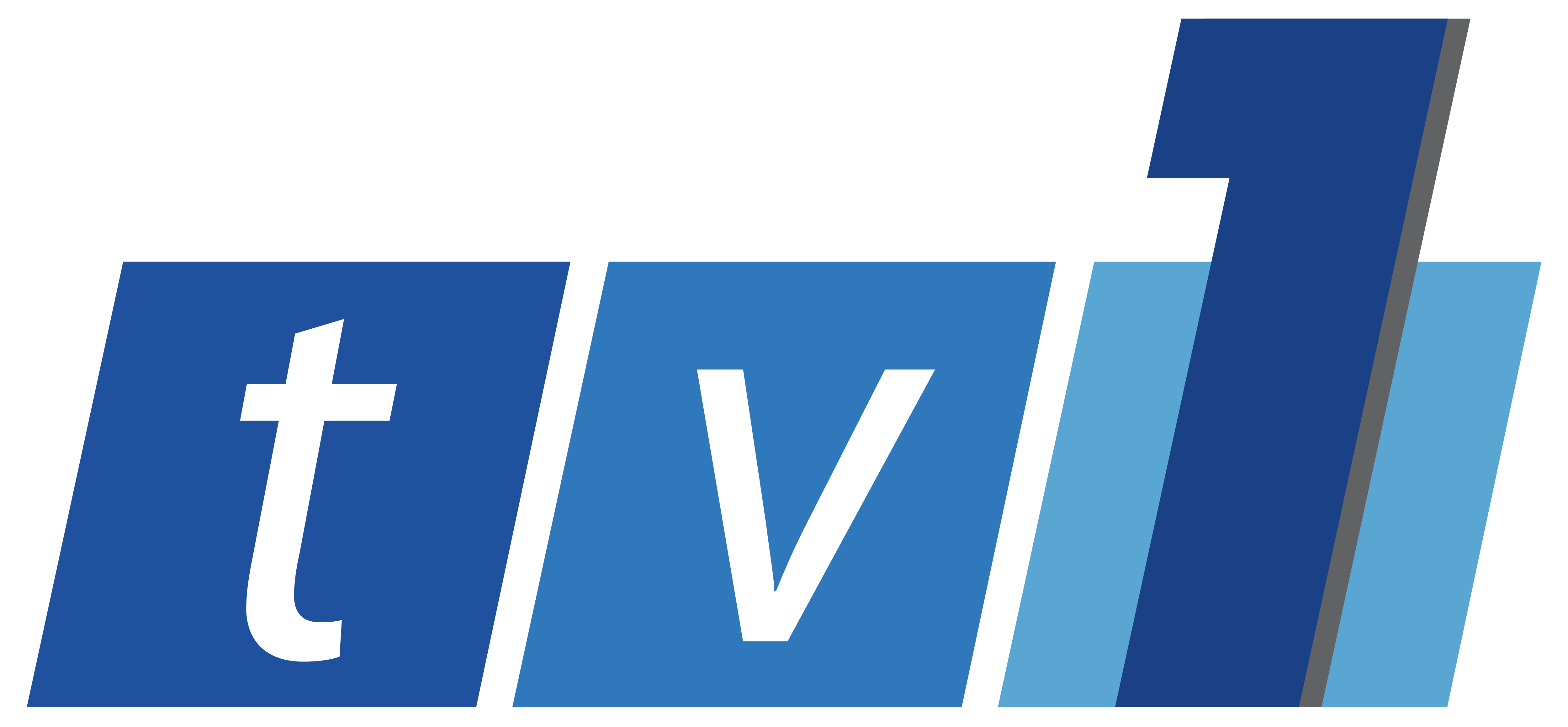
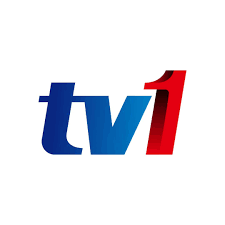
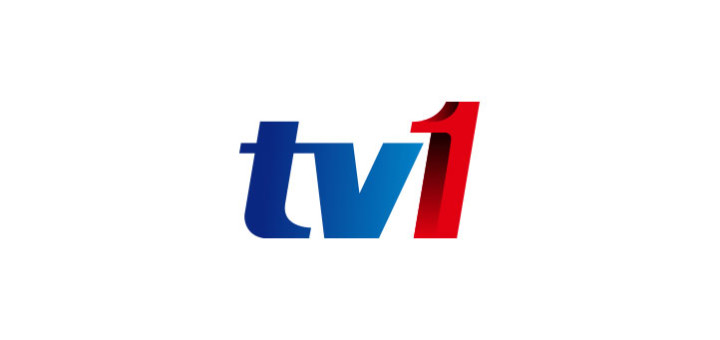
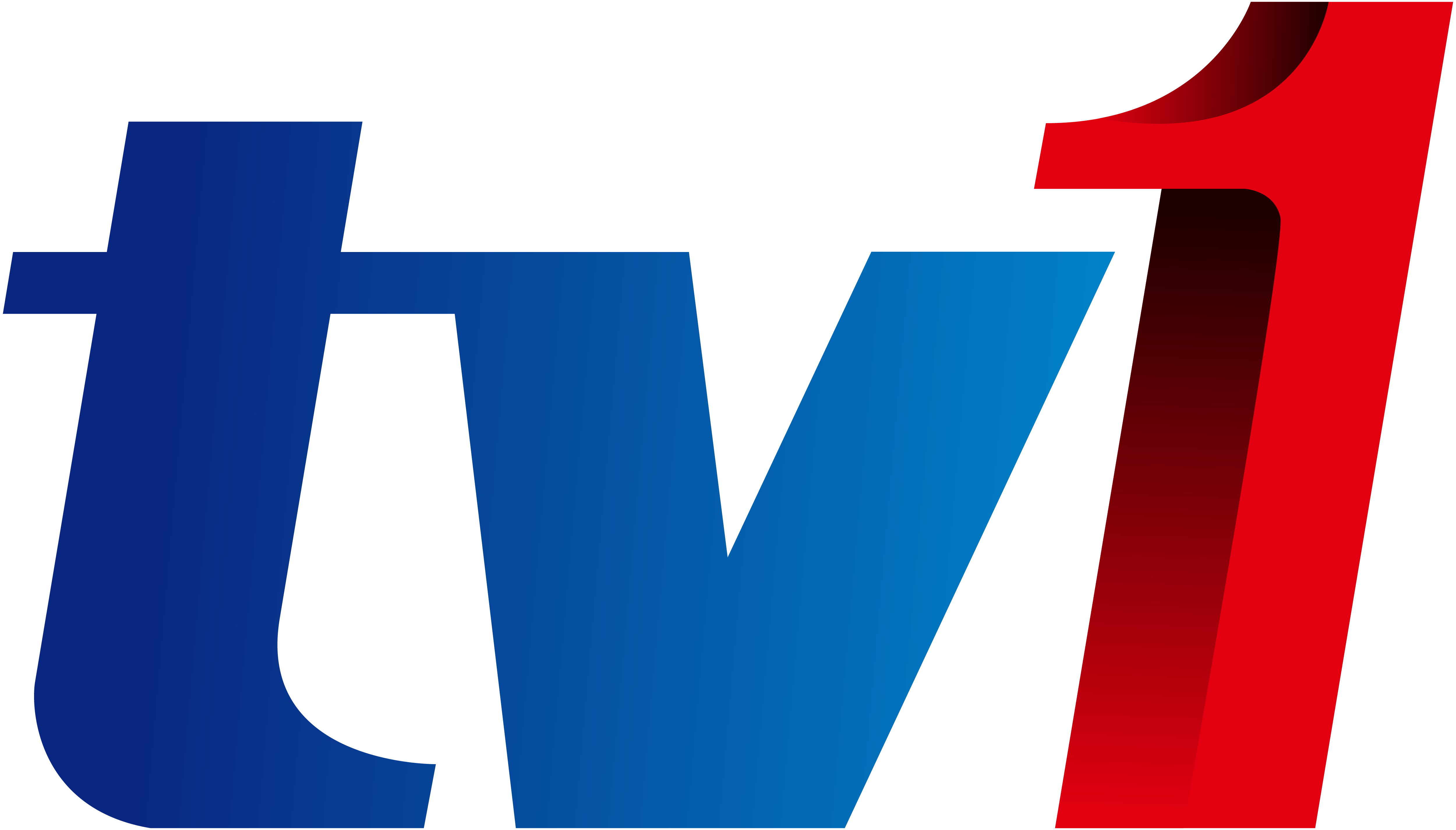

## Serie
- TUGS (1988)
- Garfield et ses amis (1989)
- Les Maitres de l'Universe (1990)
- Les oursons volants (1991)
- Edward et ses amis (1989)
- Captain Zed and the Zee Zone (1992)
- Peter Pan et les Pirates (1991)
- Animaniacs (1995)
- Earthworm Jim (1996)